# Hanky Panky - Fuga per due
Hanky Panky - Fuga per due (Hanky Panky) è un film del 1982 diretto da Sidney Poitier.

## Trama
Un architetto e la sorella di un pittore, sono costretti a fuggire dalla malavita e dai servizi segreti. Il protagonista dell'intricata vicenda è un nastro sul quale è registrato un segreto militare: un buffo architetto, alcune donne, i responsabili della sicurezza nazionale e i boss della malavita cercano in vari modi e per varie ragioni di impadronirsi della preziosa bobina.

## Produzione
Il film venne ideato come seguito di Nessuno ci può fermare, un successo della coppia comica Gene Wilder-Richard Pryor. Tuttavia, Pryor scelse di non partecipare al progetto e fu sostituito da Gilda Radner, con la sceneggiatura riscritta per il suo ruolo.